# 22 (chanson de Taylor Swift)
Pour les articles homonymes, voir 22.
Singles de Taylor Swift
I Knew You Were Trouble
(2012) Red
(2013)
22 est une chanson de l'artiste américaine Taylor Swift issue de son quatrième album Red (2012). Elle sort en single le 12 mars 2013 sous le label Big Machine Records.
Taylor Swift étant amie proche avec Dianna Agron et Selena Gomez, elle leur a dédié cette chanson.

## Classement hebdomadaire
| Classement (2013)                    | Meilleure position |
| ------------------------------------ | ------------------ |
| Australie (ARIA Charts)              | 21                 |
| Canada (Canadian Hot 100)            | 29                 |
| France (SNEP)                        | 196                |
| Irlande (Irish Singles Chart)        | 15                 |
| Nouvelle-Zélande (RIANZ)             | 23                 |
| Écosse (The Official Charts Company) | 10                 |
| Royaume-Uni (UK Singles Chart)       | 9                  |
| États-Unis (Billboard Hot 100)       | 20                 |
| États-Unis (Pop Songs)               | 12                 |
| États-Unis (Adult Pop Songs)         | 11                 |

### Certifications
| Pays             | Organisme | Certification | Vente     |
| ---------------- | --------- | ------------- | --------- |
| Australie        | ARIA      | 2 × Platine   | 140 000   |
| Danemark         | IFPI      | Or            | 15 000    |
| Canada           | CRIA      | Platine       | 80 000    |
| États-Unis       | RIAA      | Platine       | 1 000 000 |
| Nouvelle-Zélande | RIANZ     | Or            | 7 500     |